# Copestylum rectum
Copestylum rectum är en tvåvingeart som först beskrevs av Wulp 1882.  Copestylum rectum ingår i släktet Copestylum och familjen blomflugor. Inga underarter finns listade i Catalogue of Life.